# Antoine Portail
Pour les articles homonymes, voir Portail (homonymie).
Antoine Portail, né à Paris le 18 mars 1674 et mort à Paris le 3 mai 1736, est un magistrat français, Premier président du Parlement de Paris de 1724 à sa mort.

## Biographie
Fils d'un membre de la grand'chambre et de Marie-Madeleine Le Nain, sœur du célèbre historien janséniste Louis-Sébastien Le Nain de Tillemont, Antoine V Portail fut l'élève de Charles Rollin. Il fut successivement conseiller, avocat général et président à mortier, avant de devenir Premier président du Parlement de Paris en 1724. La même année, il est élu membre de l'Académie française. « Son éloquence naturelle et son amour pour les lettres, note laconiquement d'Alembert, furent ses titres d'académicien. »
Il avait rendu de grands services à Louis XIV et, sous la Régence, il avait été nommé, avec Guillaume de Lamoignon de Blancmesnil, président de la Chambre de justice, créée en 1716 pour examiner tous les comptes de finances depuis 1698 et punir les malversations. Plus tard, il fut l'un des commissaires chargés de travailler avec le régent à résoudre les difficultés que la banque de Law avait fait naître.
« C'était, dit Barbier, un magistrat d'une très belle figure pour représenter, gracieux, d'une politesse infinie pour tout le monde et de beaucoup d'esprit. »
Il épousa la petite-fille de Toussaint Rose, dont il eut un fils, Jean-Louis qui sera gouverneur de Louviers, et une fille, Louise-Madeleine, épouse du comte de Caraman et arrière-grand-mère de Patrice de Mac Mahon, maréchal de France, duc de Magenta et 2e président de la IIIè République.
Il était propriétaire du château du Vaudreuil et du petit château de l'Orangerie.